# 利涅尔 (奥恩省)
利涅尔（法語：Lignères，法語發音：[liɲɛʁ] ⓘ）是法国奥恩省的一个市镇，属于阿让唐区。

## 地理
利涅尔（48°44'7"N, 0°18'37"E）面积5.37 平方千米，位于法国诺曼底大区奧恩省，该省份为法国西北部内陆省份，北起顺时针与卡爾瓦多斯省、厄尔省、厄尔-卢瓦省、萨尔特省、马耶讷省和芒什省接壤。
与利涅尔接壤的市镇（或旧市镇、城区）包括：尚欧、库尔梅、梅尼勒弗罗热、勒梅尼勒维孔特、奥热尔。

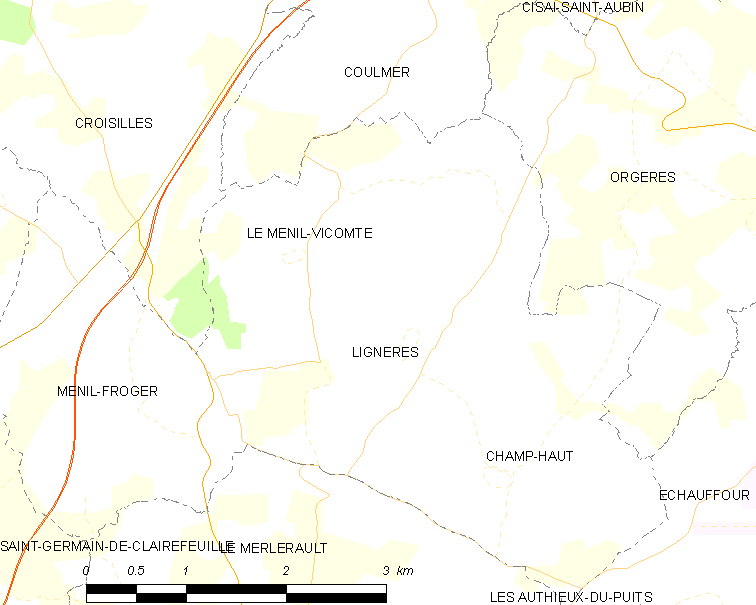
的OSM定位图

利涅尔的时区为UTC+01:00、UTC+02:00（夏令时）。

## 行政
利涅尔的邮政编码为61240，INSEE市镇编码为61225。

## 政治
利涅尔所属的省级选区为赖村县。

## 人口

1962-2008年间人口变化图示

利涅尔于2022年1月1日时的人口数量为29人。